# Maarten Schmidt
Maarten Schmidt (Groningen, 1929. december 28. – 2022. szeptember 17.)  holland csillagász, aki felfedezte, hogy a kvazárok nagyon távoli objektumok.
A hollandiai Groningenben született. Jan Hendrik Oorttal együtt folytatta tanulmányait. A Ph.D. fokozatot a Leideni Obszervatóriumban szerezte 1956-ban.
1959-ben költözött az Egyesült Államokba, ahol a California Institute of Technology intézetben kezdett el dolgozni. Kezdetben galaxisokkal foglalkozott. Később a rádióspektrumokat kutatta. 1963-ban a híres 200 hüvelykes távcsővel  Schmidt felfedezte az egyik rádióforrás (a 3C 273) optikai megfelelőjét, és tanulmányozta annak spektrumát. A 3C 273 egy csillagszerű objektumnak látszott, Schmidt mégis feltételezte, hogy jóval a Tejútrendszeren kívüli objektumról van szó  0,158-es vöröseltolódással, így a luminozitása extra nagy. Ezek a rádióforrások a kvazárok (az elnevezés az angol quasi-stellar radio source – csillagszerű rádióforrás – rövidítésből származik), aktív galaxismagok, melyekben óriási energiaforrások vannak, nagy valószínűséggel egy-egy fekete lyuk.

## Kitüntetések
Díjak
- Helen B. Warner Prize (1964)
- Front cover of Time March 11, 1966[5]
- Henry Norris Russell Lectureship (1978)
- Királyi Csillagászati Társaság Aranyérme (1980)
- James Craig Watson Medal (1991)
- Bruce-érem (1992)
- Asztrofizikai Kavli-díj (2008)
- Member of the Norwegian Academy of Science and Letters.[6]

Róla nevezték el
- 10430 Martschmidt kisbolygó.